# 灰化土

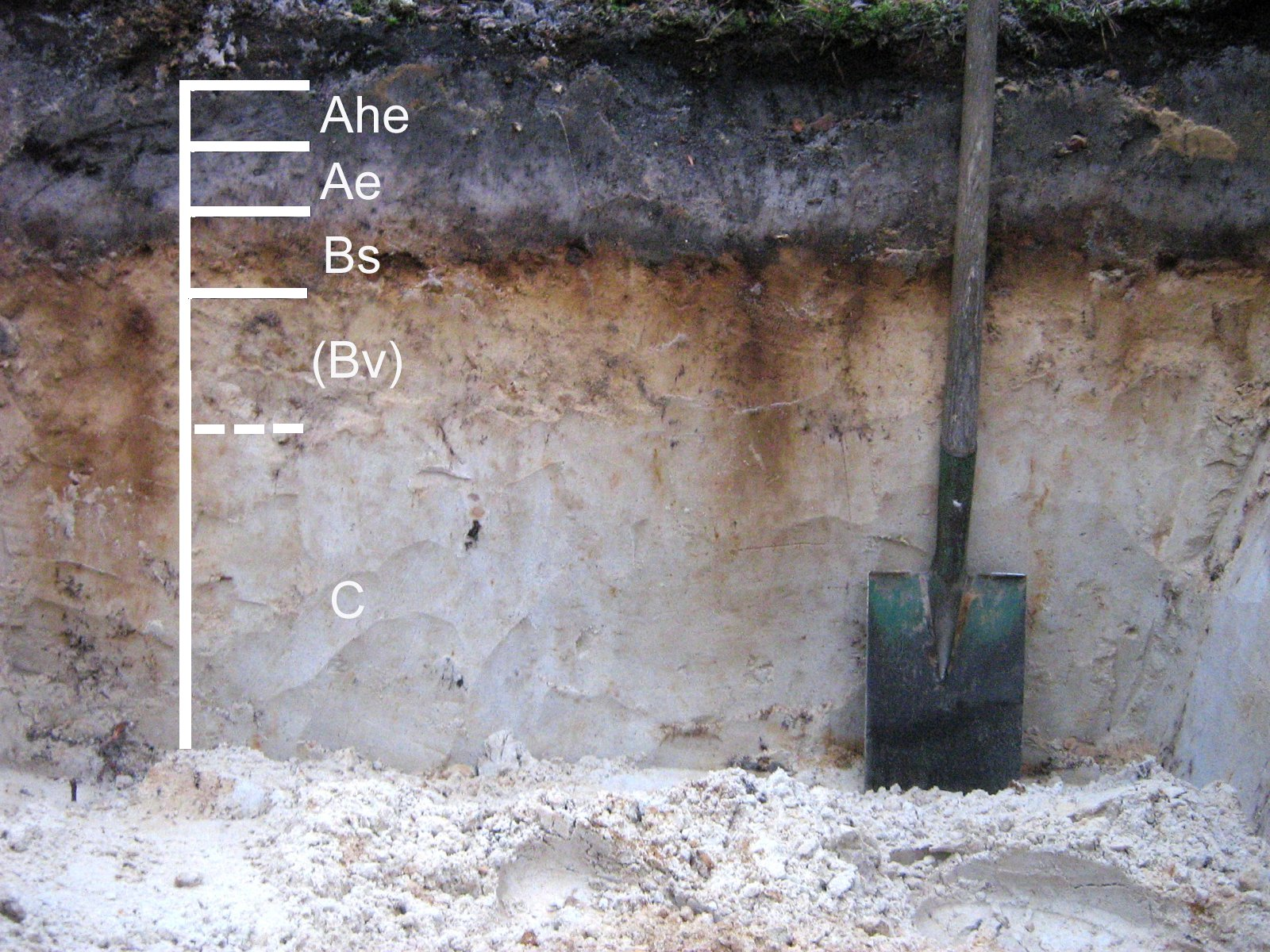
灰化土剖面

灰化土（又称灰土）是具有灰化淀积层的一类酸性土壤，形成于北方针叶林地带。
灰化淀积层是灰化土独有的一个诊断层，灰化淀积层必须具有两个条件：厚度≥2.5厘米，一般位于漂白层之下；由≥85%的灰化淀积物质组成。

## 成土
针叶林每年将大量凋落的枯枝落叶归还于土壤表层，形成O层；在暖季温暖湿润的条件下，这些灰分很低的凋落物被微生物不断分解，在土壤上层形成了较强的有机酸类化合物，导致土壤酸度升高，表层的活性酸度pH可达3.3～4.5之间，并促成灰化作用的发展。
有机酸类化合物对原生和次生矿物的破坏起了很大作用，使土壤剖面上部A1和E层中的矿物遭受破坏，分解成各种氧化物，其中部分氧化铁、氧化锰等有色矿物在强酸作用下从上部土层中淋失，而SiO2和Al2O3相对积累，形成了灰白色的漂白层。

## 性状
- 土壤剖面分异明显；典型的灰土剖面构型为O-A-E-Bsh-C型：
  - 地表为暗色的枯枝落叶层即O层，厚度在3～10厘米之间；
  - 表层为暗灰色的腐殖质累积层即A层，厚度20～25厘米之间；
  - 亚表层为灰白色的淋溶层即E层，其中富含白色硅质粉末，呈现薄片状结构，厚度25厘米左右；
  - 土壤中、下部为黄棕色的灰化淀积层即Bsh层，其中常有氧化铁和氧化锰的胶膜，厚度不足25厘米；
  - 向下逐渐过渡到由冰冻风化物组成的冻土层即C层。

- 灰土表层有机质含量丰富，向下锐减具有明显的表聚性，其腐殖质组成以富里酸为主，胡敏酸与富里酸比值在0.5左右；
- 灰土呈现强酸性反应，一般活性酸度pH在4.5～5.5之间，最低可达3.6左右，并具有较强的代换酸量；
- 由于灰土经历了强烈的酸性淋溶过程，加上针叶林枯枝落叶中灰分含量低，其土壤中的金属阳离子基本淋失殆尽，如钙、钾、镁和钠离子已大量流失，所以阳离子代换量和盐基饱和度均低。
- 土壤的强酸性直接影响到根系和微生物的活动，进而影响到有效养分的含量和根系的吸收；一般在pH小于4.5的土壤上，冷杉生长均较差。

## 分布
广泛分布于北半球中高纬度地区，在欧亚大陆的北部和北美洲北部呈纬向地带性分布，包括北欧的挪威、瑞典、芬兰，俄罗斯的欧洲部分、亚洲北部的西伯利亚，北美洲的加拿大，其中在俄罗斯和加拿大境内的灰土分布最多。
另外在世界各地高山垂直土壤带谱也有灰土分布，如在中国长白山北坡及青藏高原南缘和东南缘的山地垂直带中就有分布。

## 分类
- 腐殖性灰壤 -